# Шошка (сельское поселение, Княжпогостский район)
Шошка — административно-территориальная единица (административная территория село с подчинённой ему территорией) и муниципальное образование (сельское поселение с полным официальным наименованием муниципальное образование сельского поселения «Шошка») в составе муниципального района Княжпогостского в Республике Коми Российской Федерации.
Административный центр — село Шошка.

## История
Статус и границы административной территории установлены Законом Республики Коми от 6 марта 2006 года № 13-РЗ «Об административно-территориальном устройстве Республики Коми».
Статус и границы сельского поселения установлены Законом Республики Коми от 5 марта 2005 года № 11-РЗ «О территориальной организации местного самоуправления в Республике Коми».

## Население
| 2010 | 2011 | 2012 | 2013 | 2014 | 2015 | 2016 |
| ---- | ---- | ---- | ---- | ---- | ---- | ---- |
| 440  | ↘436 | ↘422 | ↘413 | ↘397 | →397 | ↘389 |
| 2017 | 2018 | 2019 | 2020 | 2021 |      |      |
| ↘365 | ↘356 | ↘337 | ↘317 | ↘285 |      |      |

## Состав
Состав административной территории и сельского поселения:
| № | Населённый пункт | Тип населённого пункта       | Население |
| - | ---------------- | ---------------------------- | --------- |
| 1 | Анюша            | деревня                      | 21        |
| 2 | Верхняя Отла     | деревня                      | 28        |
| 3 | Катыдпом         | деревня                      | 2         |
| 4 | Козловка         | деревня                      | 10        |
| 5 | Нижняя Отла      | деревня                      | 19        |
| 6 | Онежье           | деревня                      | 60        |
| 7 | Петкоя           | деревня                      | 1         |
| 8 | Средняя Отла     | деревня                      | 22        |
| 9 | Шошка            | село, административный центр | 277       |